# ريان دونيلي
ريان دونيلي (بالإنجليزية: Ryan Donnelly)‏ (23 أكتوبر 1991 - ) هو مدرب كرة قدم ولاعب كرة قدم بريطاني في مركز الوسط. لعب مع نادي بريتشين سيتي وأردريونيانز ونادي ألبيون روفرز ونادي آير يونايتد.

## وصلات خارجية
- ريان دونيلي على موقع قاعدة بيانات كرة القدم.إي يو (الإنجليزية)
- ريان دونيلي على موقع Soccerway.com (الإنجليزية)